# Santuario de Santa María de África
El santuario de Santa María de África es un templo católico consagrado a la imagen de Santa María de África, patrona de la ciudad española de Ceuta.

## Historia
Tras el envío de la imagen de Nuestra Señora de África a Ceuta en 1421 por parte de Enrique el Navegante se construye un primer templo en honor de la imagen. El primitivo templo se identificaría, al parecer, con la cabecera del santuario actual, aunque en su fábrica no se advierte ningún vestigio de obra medieval.
El actual santuario tiene una morfología barroca. Las primeras noticias sobre obras en el edificio se fechan en el año 1676, cuando hay que habilitar el santuario como sede provisional del cabildo catedralicio ante el estado de ruina de la primitiva iglesia catedral debido a los desperfectos causados por el sitio a que en ese momento era sometida la ciudad. Durante la primera mitad del siglo XVIII se realizó un amplio proceso de obras, que debió de darle a este la fisonomía que presenta actualmente, al menos en su interior. 
Tiene una planta rectangular con tres naves, más ancha y alta la central, divididas en cinco tramos, a las que se adosa cabecera tripartita, compuesta a su vez por la capilla mayor y dos colaterales, todas ellas rectangulares. A esta cabecera se adosan la sacristía y otras dependencias del templo. En el camarín del altar mayor es donde se encuentra la imagen sedente de santa María de África, la talla aparece con Jesucristo muerto en sus brazos y coronada con una corona imperial y ricos mantos bordados en oro. Dichos mantos les son cambiados a diferentes colores según los tiempos litúrgicos.
En 2015 se cumplió el VI Aniversario de la conquista de Ceuta y en 2016 el VI Aniversario de la llegada de la imagen de la Virgen a la ciudad. Por tales motivos se han realizado los trámites para que la Santa Sede conceda al templo la dignidad de basílica menor.

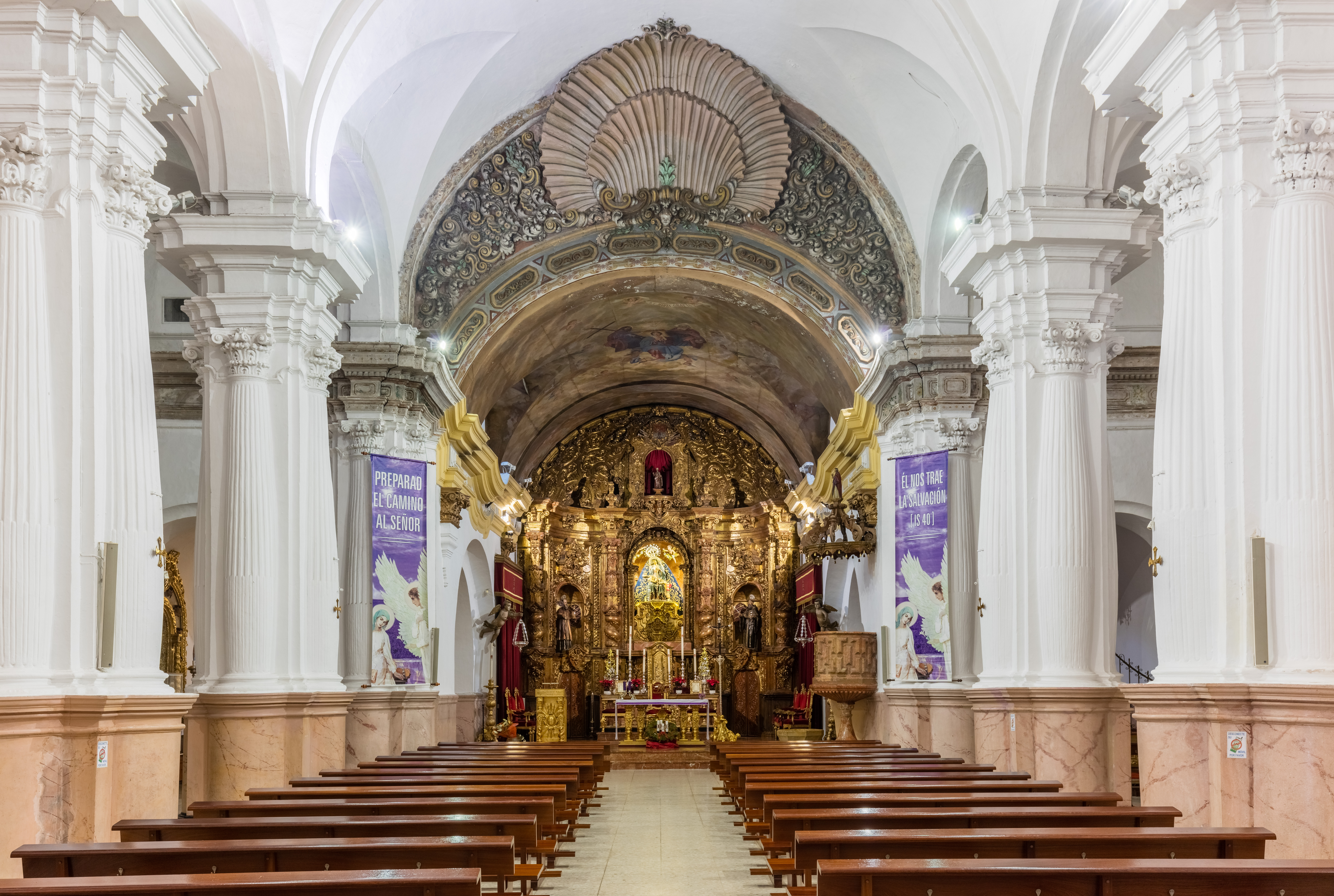
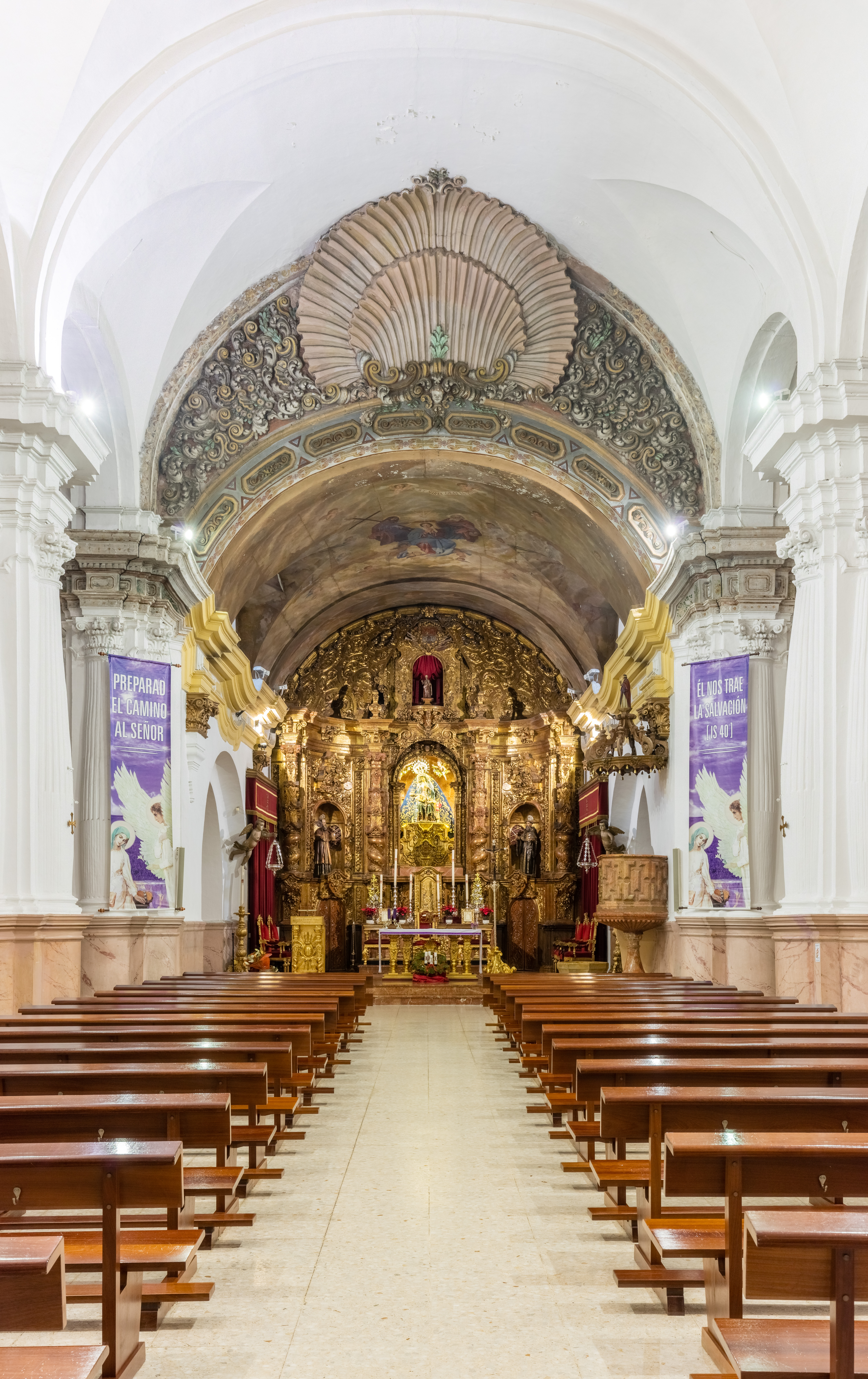
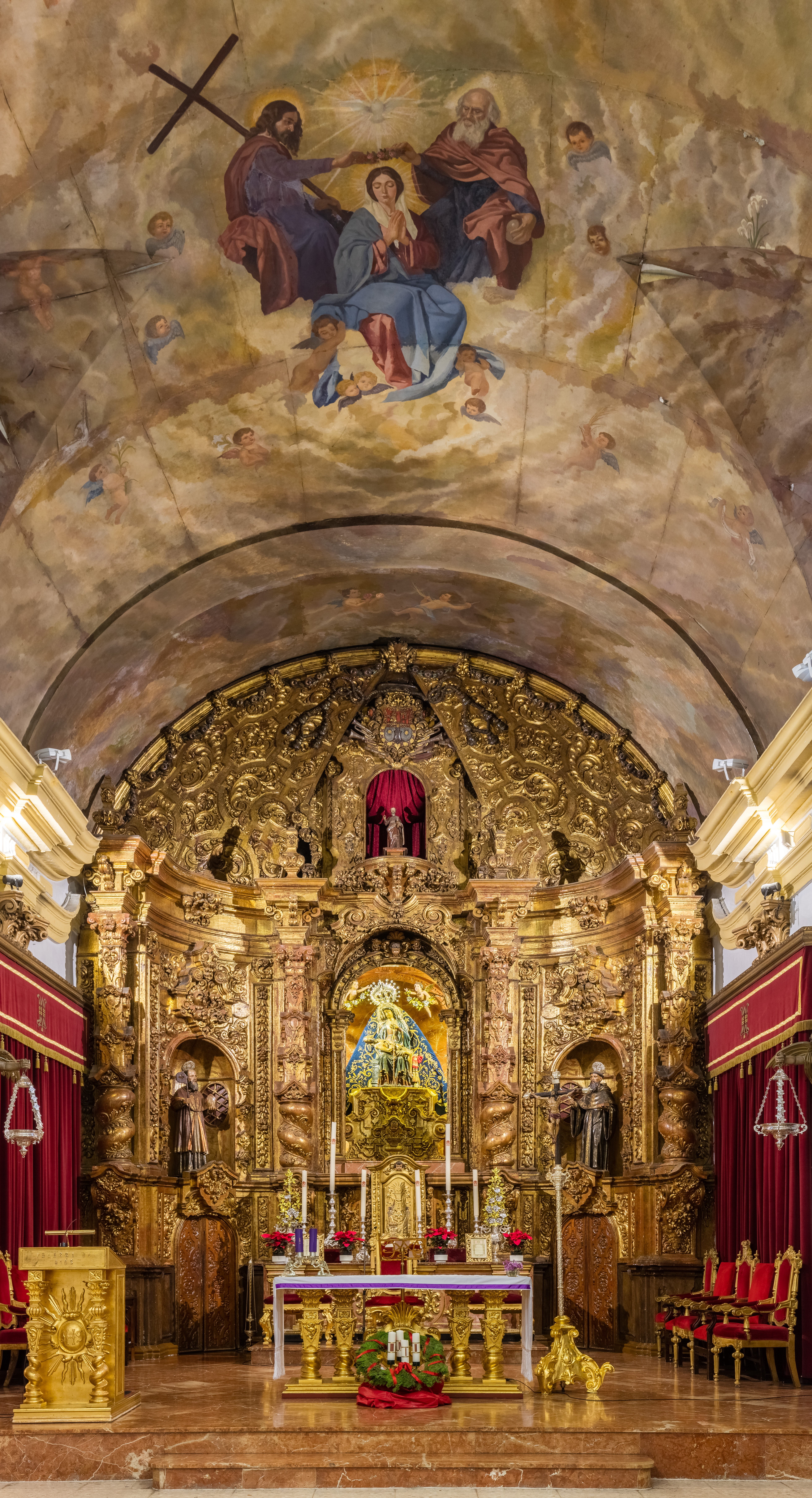